# Hermann Marggraff
Hermann Marggraff (14. september 1809 i Züllichau – 11. februar 1864 i Leipzig) var en tysk forfatter. 
Han var i en række år virksom ved forskellige blade, bland andre "Augsburger allgemeine Zeitung" og "Hamburger Korrespondent", sidst ved "Blätter für litterarische Unterhaltung" i Leipzig. Af hans skrifter må i første række nævnes: de interessante afhandlinger Bücher und Menschen, Deutschlands jüngste Litteratur- und Kulturepoche, tragedierne Heinrich IV, Christiern II og Das Täubchen von Amsterdam, de humoristiske romaner Justus und Chrysostomus, Gebrüder Pech, Johannes Mackel og Fritz Beutel samt Gedichte og Balladenchronik. I litteraturhistorisk retning har han udgivet: Ernst Schulze, nach seinen Tagebüchern und Briefen (1855), Schillers und Körners Freundschaftsbund (1859) og Hausschatz der deutschen Humoristik (2 bind, 1860). Som kritiker bevarede Marggraff sit navn in i 20. århundrede, især i "Det unge Tysklands" annaler indtog han med rette en fremskudt plads.